# U-486
U-486 — средняя немецкая подводная лодка типа VIIC времён Второй мировой войны.

## История
Заказ на постройку субмарины был отдан 5 июня 1941 года. Лодка была заложена 8 мая 1943 года на верфи «Deutsche Werke AG» в Киле под строительным номером 321, спущена на воду 12 февраля 1944 года. Лодка вошла в строй 22 марта 1944 года под командованием обер-лейтенанта Герхарда Мейера.

### Флотилии
- 22 марта 1944 года — 31 октября 1944 года — 5-я флотилия (учебная)
- 1 ноября 1944 года — 12 апреля 1945 года — 11-я флотилия

### История службы
Лодка совершила два боевых похода. Атаковала и потопила четыре корабля противника:
- 18 декабря 1944 года — сухогруз «Silverlaurel»  (6142 т.)
- 24 декабря 1944 года — сухогруз «Leopoldville»  (11509 т.). Сухогруз перевозил дивизион пехотинцев США. 763 человека погибли после торпедирования. Это считается самой крупной потерей пехоты США в результате атаки подводной лодкой.
- 26 декабря 1944 года — фрегат «Affleck» (бортовой номер K462) (1085 т.)
- 26 декабря 1944 года — фрегат «Capel» (бортовой номер K470) (1085 т.)

Сообщается[кем?], что 30 декабря 1944 года находясь в проливе Ла-Манш к югу от Веймута, координаты 50°05′ с. ш. 02°31′ з. д. лодка была атакована канадским бомбардировщиком Wellington. Однако, ни одна бомба не повредила лодку. Ранее, этот же самолет сообщал об обнаружении и уничтожении лодки U-772. 

12 апреля 1945 года, находясь в Северном море северо-западнее Бергена, Норвегия, координаты 60°44′ с. ш. 04°39′ в. д., лодка была торпедирована субмариной «Тапир» . Все члены команды (48 человек) погибли.